# Мелоимажинисты
Мелоимажинисты (греч. мелос — мелодия, лат. имаго — образ) — российская литературная группа, сформировавшаяся в Москве в 1992 году. Её ядро составили Анатолий Кудрявицкий, Ира Новицкая, Людмила Вагурина и Сергей Нещеретов. Группа приняла название мелоимажинисты (греч. мелос — мелодия, лат. имаго — образ). На стиль мелоимажинистов оказал влияние русский имажинизм. Эстетическое направление группы — «отрицание поэзии отрицания», то есть поверхностной иронической поэзии, как было заявлено в декларации мелоимажинистов. Мелоимажинисты призывали «вернуть поэзию к её истокам — яркой образности и музыкальной звучности».
Декларация мелоимажинизма говорит о наболевшем: о том, что на смену идеологическому диктату в искусстве пришел коммерческий, о необходимости вернуться к истокам поэзии, восстановить в правах художественный образ и мелодику стиха.
На протяжении 1990-х гг. мелоимажинисты эпизодически выступали с совместными чтениями на различных литературных площадках Москвы. Общая деятельность мелоимажинистов как группы сошла на нет в 1995 году, когда участники группы решили идти каждый своим путём.
Критики замечали, что «мелоимажинисты подпитывают читателей свежими образами и формами» и что «тяготеющий к изоморфности тонический ряд, выработанный российским модернизмом, в интерпретации мелоимажинистов получает еще большую направленность к обособлению от силлаботоники и отказу от метрической изотоничности». В 1999 году один из основателей группы, Анатолий Кудрявицкий, оглядываясь на годы её существования, писал: «мелоимажинизм — одно из течений набирающего силы магического реализма, эстетика которого постепенно вытесняет эстетику соц-арта, а может быть, и концепта». Журнал «Новое литературное обозрение» в 1999 году посвятил целый раздел материалам по истории группы мелоимажинистов, включая тексты поэтов из этой группы, декларацию мелоимажинизма и эссе о группе. Эти материалы ныне представлены на сайте мелоимажинистов.